# Морган, Тед
Э́двард «Тед» Мо́рган (англ. Edward "Ted" Morgan; 5 апреля 1906, Лондон — 22 ноября 1952, Веллингтон) — новозеландский боксёр, представитель лёгкой и полусредней весовых категорий. Выступал за сборную Новой Зеландии по боксу во второй половине 1920-х годов, чемпион летних Олимпийских игр в Амстердаме, двукратный чемпион национальных первенств. В период 1929—1934 годов также боксировал на профессиональном уровне, владел титулом чемпиона Новозеландской боксёрской ассоциации. Единственный в истории Новой Зеландии олимпийский чемпион по боксу.

## Биография
Тед Морган родился 5 апреля 1906 года в Лондоне, Англия, однако ещё ребёнком в возрасте одного года вместе с родителями переехал на постоянное жительство в Новую Зеландию. Учился в колледже в Веллингтоне, но в конечном счёте учёбу бросил и в 1922 году пошёл работать водопроводчиком.
Как боксёр проходил подготовку под руководством тренера Тима Трейси, в 1925 и 1927 годах становился чемпионом Новой Зеландии среди любителей в лёгкой весовой категории.
В 1928 году вошёл в основной состав новозеландской национальной сборной и благодаря череде удачных выступлений удостоился права защищать честь страны на летних Олимпийских играх в Амстердаме. Из-за длительного трудного путешествия в Голландию несколько набрал в весе и в итоге вынужден был выступать в полусредней весовой категории вместо привычной лёгкой. Незадолго до начала Игр во время спарринга с европейским боксёром-профессионалом Эрни Райсом серьёзно повредил левую руку (что особенно усугубляло ситуацию, так как он был левшой). Несмотря на полученную травму, Морган победил всех четверых соперников по турнирной сетке, завоевал золотую медаль и был признан одним из лучших боксёров этого олимпийского турнира. Он стал единственным новозеландцем, кому удалось выиграть медаль на этих Играх, и первым олимпийским чемпионом в истории Новой Зеландии (пловец Малькольм Чэмпион, победивший на соревнованиях 1912 года, представлял Австралазию).
Вскоре после амстердамской Олимпиады в 1929 году Морган перешёл в профессионалы, однако его профессиональная карьера оказалась не столь успешной — в течение пяти лет он провёл 26 боёв, из которых выиграл только 13. При том владел титулом чемпиона Новозеландской боксёрской ассоциации в полусреднем весе, был претендентом на титул чемпиона Австралазии, трижды боксировал в США. В октябре 1934 года после досрочного поражения от Дона Стёрлинга принял решение завершить спортивную карьеру, затем продолжал работать водопроводчиком и участвовал в боксёрских турнирах в качестве рефери.
В период 1933—1938 годов был женат на новозеландской бегунье Норме Уилсон, с которой познакомился на Олимпиаде в Амстердаме. Во время Второй мировой войны работал медбратом в госпитале. После войны в 1945 году женился на Джаннет Элизабет Рейнольдс, впоследствии у них родились сын и дочь.
Умер 22 ноября 1952 года в Веллингтоне в возрасте 46 лет. Причиной смерти стал рак лёгких — хотя Морган и не курил, на развитие болезни могли повлиять вдыхаемые им вредные испарения во время многолетней работы водопроводчиком.
В 1990 году введён в Новозеландский зал славы спорта.